# Georg Münter
Georg Karl Hugo Münter (* 17. März 1900 in Inowrazlaw ; † 19. Mai 1965 in Leipzig) war ein deutscher Architekt und Hochschullehrer.

## Leben
Münter besuchte bis 1918 das Gymnasium in Bromberg, wo er bereits seit 1917 am Neubauamt als Zeichner tätig war. Von 1919 bis 1923 studierte er Architektur an der Technischen Hochschule Danzig und der Technischen Hochschule Karlsruhe und war anschließend als Regierungsbauführer (Referendar) tätig. Er wirkte als Architekt in Kaunas und 1924 als Chefarchitekt bei Otto Rudolf Salvisberg in Berlin. Münter ging 1925 als Assistent an den Lehrstuhl für Städtebau der Technischen Hochschule Danzig zurück, wo er 1928 mit der Dissertation Die Geschichte der Idealstadt von 1400 bis 1700 promovierte.
Von 1928 bis 1929 war Münter Chefredakteur der Fachzeitschrift Der Städtebau und 1929 Chefarchitekt eines Bauunternehmens in Breslau, bevor er sich im selben Jahr als Architekt selbstständig machte. An der Technischen Hochschule Danzig übernahm er 1932 die Vertretung des Lehrstuhls für Hochbau und Baukonstruktion und war 1935 als Architekt in Danzig und ab 1938 in Brieg tätig. Ab 1941 wurde Münter aus politischen Gründen mit einem Berufsverbot belegt und aus der Reichskulturkammer ausgeschlossen. Erst nach Ende des Dritten Reichs 1945 konnte er wieder beruflich tätig werden.
Im Jahr 1945 wurde er zum Direktor der Staatlichen Bau- und Ingenieurschule Wismar ernannt und leitete dort auch die Ausbildung von Neulehrern. Von 1947 bis 1954 war er als Nachfolger des verstorbenen Hans Pieper Stadtbaudirektor von Lübeck und arbeitete anschließend bis 1957 als wissenschaftlicher Mitarbeiter an der Deutschen Bauakademie in Ost-Berlin. Im Jahr 1957 nahm er einen Ruf an die Technische Hochschule Dresden als Professor für Theorie der Architektur und Baugeschichte an; er trat dabei die Nachfolge von Otto Schubert an. Er stand ab 1959 dem Institut für Theorie der Architektur und Baugeschichte als Direktor vor. Von 1963 bis 1965 war Münter Dekan der Fakultät für Bauwesen und arbeitete parallel von 1958 bis 1965 auch als Lehrbeauftragter an der Humboldt-Universität Berlin. Kurz nach seiner Emeritierung 1965 verstarb er nach längerer, schwerer Krankheit.
Das Universitätsarchiv der Technischen Universität Dresden bewahrt heute einen Teil seines Nachlasses auf. An der Hochschule Wismar trägt der Georg-Münter-Bau seinen Namen.

## Wirken
Münter ging 1954 von Lübeck aus an die Deutsche Bauakademie in Berlin, die zu dieser Zeit als „technisch-ideologische […] Zentralinstanz des Bauwesens der DDR“ galt. Hier war er auch an der Herausgabe der Zeitschrift Studien zur Architektur- und Kunstwissenschaft beteiligt. An der Technischen Hochschule und späteren Technischen Universität Dresden unterrichtete er „Architekturtheorie und Baugeschichte auf ausdrücklich marxistischer Grundlage, wobei es im Wesentlichen um die systematische Anwendung des Marxismus-Leninismus und dessen Kunstdoktrinen bzw. Geschichtsmodellen auf Fragen der architektonischen Produktion zu gehen hatte“. Das Hauptfeld seines wissenschaftlichen Interesses lag in der Untersuchung zu Idealstädten von 1400 bis 1700.

## Schriften (Auswahl)
- Die Geschichte der Idealstadt von 1400 bis 1700. Dissertation, 1928.
- Idealstädte. Ihre Geschichte vom 15. bis 17. Jahrhundert. 1957.
- Lexikon der Kunst. 4 Bände, 1968 ff. (als Mitautor)